# 温泉国家公园
温泉国家公园（Hot Springs National Park，又译热泉国家公园）是美国的一座国家公园，毗邻阿肯色州中央温泉城，1832年4月20日，美国国会颁布法令成立温泉保护区，1921年3月4日该地区成为国家公园。它是美国面积最小的国家公园，仅有6,000英畝（24平方）。由于它是最古老的联邦保护区，因此于2010年4月成为首枚发行的美丽国家公园25美分纪念币。 博物馆的数字学习和互动部门将提供多媒体体验。